# Mormia saxicola
Mormia saxicola és una espècie d'insecte dípter pertanyent a la família dels psicòdids que es troba a Àsia: el Japó.